# Kemp-Feldmaus
Die Kemp-Feldmaus (Deltamys kempi) ist eine in Südamerika lebende Nagetierart aus der Gruppe der Neuweltmäuse.
Diese Nagetiere sind stämmige, wühlmausähnliche Tiere mit kurzen Gliedmaßen. Ihr Fell ist an der Oberseite graubraun gefärbt, die Unterseite ist heller.
Sie leben am Unterlauf des Río Paraná im östlichen Argentinien, Uruguay und dem südöstlichen Brasilien (Rio Grande do Sul), wo sie Grasländer bewohnen. Ihre Nahrung besteht vermutlich aus Pflanzen und Kleintieren.

## Systematik
Die systematische Stellung der Kemp-Feldmaus ist umstritten. Wilson & Reeder (2005) listen sie als einzige Art der Gattung Deltamys. Andere Quellen ordnen sie hingegen den Südamerikanischen Feldmäuse (Akodon) zu. Mitte 2017 wurde eine weitere Deltamys-Art beschrieben. Deltamys araucaria kommt endemisch in südbrasilianischen Araukarienwäldern vor. Eine weitere, bisher unbeschriebene Art lebt im südbrasilianischen Bergland, während die Kemp-Feldmaus in tiefer gelegenen Gegenden vorkommt.